# 地錢門
地錢門（Marchantiophyta）是植物界的一個門，屬於有胚植物，傳統上和角苔門及苔蘚植物門構成苔蘚植物。和其他的苔蘚植物一樣，地錢門植物在其生命週期內主要以配子體（細胞內只帶單一組遺傳訊息）的形態存在著。
地錢預估約有9000個物種；但若對新熱帶界有更多研究的話，物種數量可能接近1萬。一些較常見的物種外觀為扁平無葉的葉狀體，但大多數的物種有葉子，外觀和扁平的苔蘚極為相似。地錢門和近似的苔蘚植物門可以由其單細胞假根來加以區分。其他的差別在所有的地錢和苔蘚之間則不具一般性。但是，無清楚分化的「莖」與「葉」、有深裂或分節的葉片以及有排成三層的二葉子，這些都再再顯示此類植物為一個地錢。
地錢門植物一般都很小，寬約2-20公釐，長少於10公分，因此常被忽略。然而，部分物種可能覆蓋住大片的土地、岩地、樹林或其他有它們縱跡的堅硬表面。地錢門分佈在世界上幾乎所有可能的棲地上，大多數為潮濕的地方，但在沙漠及極地中也找得到。

## 外部連結
- Liverwort structure in pictures
- LiToL: Assembling the Liverwort Tree of Life (note: for 500,000 million years ago read "480 million years ago".)
- Inter-relationships of Mosses, Liverworts, and Hornworts
- Additional information on Liverworts
- Liverworts